# Carl Langbehn
Carl Heinrich Langbehn (* 6. Dezember 1901 in Padang-Bedagei, Sumatra, Niederländisch-Indien; † 12. Oktober 1944 in Berlin-Plötzensee) war ein deutscher Jurist, der sich als einer der führenden Rechtsanwälte Berlins in der Zeit des Nationalsozialismus für einzelne Regimegegner einsetzte. Seine Zugehörigkeit zum nationalkonservativen Kreis des deutschen Widerstands und seine persönliche Bekanntschaft mit Heinrich Himmler machten ihn zu einem Mittelsmann zwischen diesen Kreisen und möglicherweise auch zu Vertretern der Westmächte bei der Suche nach Verständigung im Zweiten Weltkrieg, seine Tätigkeit ist allerdings dokumentarisch kaum zu fassen und unterliegt Spekulationen. Langbehn wurde im September 1943 aus ungeklärten Gründen festgenommen und nach schwerer Folter und Verurteilung durch den Volksgerichtshof hingerichtet.

## Der Rechtsanwalt
Langbehn wurde als Sohn eines deutschen Plantagenbesitzers in Niederländisch-Indien geboren und wurde ab dem neunten Lebensjahr bei Verwandten der Mutter in Deutschland erzogen. Langbehn studierte Rechtswissenschaft und wurde bei Fritz Pringsheim in Göttingen promoviert. Nach dem Referendariat in Celle und Berlin war er Pringsheims Assistent.
Um seine bis dahin prekäre finanzielle Situation zu verbessern, legte er die Prüfung zum Gerichtsassessor ab und wählte den Beruf des Rechtsanwaltes, den er bis zu seiner Festnahme am 22. oder 23. September 1943 ausübte. Gemeinsam mit seinem Studienkollegen Heinz Kleine eröffnete Langbehn 1932 eine eigene Kanzlei in der Neuen Wilhelmstraße, die ihm als „Springbrett“ in höhere Gesellschaftskreise diente, darunter dem konservativen Deutschen Herrenklub. In den 1930er Jahren stieg Langbehn, der sich laut Pringsheim auf das Urheberrecht spezialisierte, durch seine Arbeit für die Filmbranche sowie als Patentanwalt zu „einem der bestverdienenden Rechtsanwälte seiner Zeit“ auf und lebte in einer Villa in Berlin-Dahlem und einem Landsitz am Walchensee in großbürgerlichen Verhältnissen. Nach der Machtergreifung der Nazis verteidigte er Menschen, die unter den „neuen politischen Verhältnissen ausgegrenzt, angeklagt und verfolgt wurden.“
Nach dem Reichstagsbrand bereitete Langbehn sich im Frühjahr 1933 darauf vor, den der Brandstiftung beschuldigten und inhaftierten Fraktionsvorsitzenden der Kommunistischen Partei Deutschlands Ernst Torgler zu verteidigen. Er lehnte das Mandat aber ab, als ihm von kommunistischer Seite unterstellt wurde, es ginge ihm nicht um die Gerechtigkeit, sondern um das Geld, das er mit dem prominenten Verteidigungsmandat verdienen könne. Kurze Zeit später übernahm Langbehn das Mandat zur Verteidigung für den in der Hitlerregierung und auch schon im Kabinett von Schleicher tätigen Reichskommissar für Arbeitsbeschaffung Günther Gereke. Diesen Vertreter der Republik von Weimar und Angehörigen der Christlich-Nationalen Bauern- und Landvolkpartei (CNBL) hatte das Hitler-Regime am 28. März 1933 unter dem erfundenen Vorwand der Veruntreuung verhaften lassen, um ihn aus der Reichsregierung zu entfernen. Langbehn war im Jahr 1932 wie Gereke Mitglied im Deutschen Herrenklub gewesen.
Langbehn war Mitglied der Deutschen Volkspartei gewesen und trat zum 1. Mai 1933 der NSDAP bei (Mitgliedsnummer 2.658.326).
Langbehns lernten 1936 oder 1938 Heinrich Himmler persönlich kennen. Als sie ihre Tochter Elke, eine Klassenkameradin von Himmlers Tochter Gudrun, vom Geburtstagsfest bei Himmlers abholten, lud Himmlers Frau das Paar Langbehn zu einem Tee ein, worauf es zu einem gemeinsamen Abendessen kam. Langbehn erzählte Himmler von Fällen aus seiner Anwaltstätigkeit, bei der er häufig erlebte, wie politisch verfolgte Menschen durch Gestapo und SS unrechtmäßig behandelt wurden. Er kritisierte Himmler dabei stark. Trotzdem fand Himmler Gefallen an dem jungen Anwalt und lud ihn häufiger zu sich ein. Die Tochter wurde einmal in den Ferien zu Gudruns Familie nach Bayern eingeladen. Langbehn konnte mit Himmler die politische Lage mit ungewöhnlicher Offenheit diskutieren.
Diese Verbindung zu Himmler konnte er erfolgreich einsetzen, als Fritz Pringsheim bei der Reichspogromnacht im  November 1938 ins Konzentrationslager gebracht worden war. Er bewirkte seine Freilassung und sorgte dann dafür,  dass Pringsheim seinen Pass zurückerhielt. Mit diesen Pass konnte Pringsheim dann im April 1939 nach England in die Freiheit auswandern. Weiteren verhafteten Juden konnte Langbehn unter „großen Vermögensopfern“ zur Auswanderung verhelfen. Auch für andere Verfolgte setzte sich Langbehn ein: 1940 verdankte der Bauer Kaspar Danner aus Jachenau, der dem Harnier-Kreis angehörte, seine Entlassung aus politischer Haft der unmittelbaren Einflussnahme Langbehns. Langbehn erreichte 1940 auch die Entlassung seines Mandanten, des  Widerstandskämpfers Albrecht Graf von Bernstorff,  aus dem KZ Dachau. Im Jahr 1942 vertrat er den wegen seiner regimekritischen Satire verhafteten Kabarettisten Werner Finck.

## Zwischen Widerstand und Himmler
Himmler war zwar eine der Stützen des NS-Regimes und im Lauf des Krieges mit stets ausgeweiteten Befugnissen und Aufgaben betraut, darunter insbesondere der Organisation des Holocaust, einzelne Historiker nehmen jedoch an, dass er ab 1943 starke Zweifel am „Endsieg“ hegte und insgeheim Friedenskontakte zu den westlichen Alliierten suchte. Diese Deutung wird allerdings von den meisten Historikern, darunter dem Himmler-Experten Peter Longerich, abgelehnt. Himmler setzte Langbehn in verschiedenen Sonderaufträgen zur auswärtigen Materialbeschaffung ein und machte sich möglicherweise auch Langbehns Kontaktaufnahmen zu alliierten Mittelsmännern zunutze, auch wenn Intentionen und Strategien Himmlers wegen des Fehlens zuverlässiger Dokumente Spekulation bleiben. So traf Langbehn mit Wissen Himmlers Professor Bruce C. Hopper Ende 1942 in Stockholm, der für den US-Geheimdienst Office of Strategic Services (OSS) arbeitete. Auch sprach er mit einem „offiziellen Engländer in Zürich“. Beide Gespräche schienen auf Verhandlungsmöglichkeiten hinzudeuten.
Langbehn stand aber auch mit dem Widerstand in Verbindung, vor allem mit Johannes Popitz und Ulrich von Hassell. Beide brachte er im August 1941 mit dem Schweizer Diplomaten Carl Burckhardt zusammen. Zu dritt erörterte man Friedensmöglichkeiten, zumal Burckhardt demnächst Winston Churchill treffen sollte.
Die vage Kenntnis Himmlers von der Widerstandsbewegung und das Motiv seines Nichteinschreitens sind mangels zuverlässiger Unterlagen ebenfalls Gegenstand von Spekulationen. Möglicherweise gedachte er den Widerstand zu benutzen, um Hitler zu beseitigen und dann selbst die Macht in Deutschland zu übernehmen. Hassell und Popitz verfolgten ausweislich des Tagebuchs Hassells, wenn auch als „Verzweiflungsschritt“, den umgekehrten Gedanken: Himmler und die SS sollten einen Umsturz geschehen lassen, um den Krieg zu beenden. Dann würde man sich dieser wieder entledigen.
Für den 26. August 1943 organisierte Langbehn ein Gespräch zwischen Popitz und Himmler. Popitz deutete darin Himmler gegenüber an, Hitler solle sich aus der aktiven Politik zurückziehen, und es müsse Friedensverhandlungen mit den Westmächten geben. Himmler schien dieser gegen Hitler gerichteten Aktion wohlwollend gegenüberzustehen. Im September 1943 reiste Langbehn im Auftrag Himmlers nach Bern, um mit dem OSS unter Leitung von Allen Welsh Dulles Kontakt aufzunehmen. Nach seiner Rückkehr berichtete er Himmler.

## Haft, Verurteilung und Tod
Kurz nach dem Gespräch wurde Langbehn am 22. oder 23. September 1943 im Gestapohauptquartier aus unbekannten Gründen verhaftet, als er wegen seines Mandanten Albrecht Graf von Bernstorff vorsprach, der kurz zuvor wieder verhaftet worden war. Verschiedene Quellen berichten, dass die Gestapo angeblich einen Bericht der Alliierten über Langbehns Treffen in Bern habe dechiffrieren können, woraufhin Himmler Langbehn habe fallenlassen; Nach dem Attentat vom 20. Juli 1944 behauptete Himmler in Posen, er habe Langbehn wegen seiner Widerstandskontakte festnehmen lassen. Auch Langbehns Ehefrau Irmgard und seine Mitarbeiterin Marie-Louise Sarre waren verhaftet worden, wie der in der Nachbarschaft lebende Peter Bielenberg seiner Frau Christabel berichtete.
Carl Langbehn wurde vermutlich Anfang 1944 erst ins KZ Sachsenhausen und dann ins KZ Ravensbrück verlegt. Nach der Festnahme von Popitz am 21. Juni 1944 wurde gegen beide von Oberreichsanwalt Ernst Lautz am 25. September 1944 Anklage auf Hoch- und Landesverrat erhoben. Die Beschuldigten hätten Hitler beseitigen, die Macht an sich reißen und in einem würdelosen Pakt mit dem Feind Frieden schließen wollen. Am 3. Oktober fand die Verhandlung vor dem Volksgerichtshof unter Roland Freisler statt. Sie musste, wie Ernst Kaltenbrunner dem Reichsjustizminister Otto Georg Thierack mitteilte, „im Hinblick auf den auch Ihnen bekannten Sachverhalt, nämlich Besprechung RFSS-Popitz … unter praktischem Ausschluss der Öffentlichkeit durchgeführt werden“. Popitz und Langbehn wurden zum Tod verurteilt.
Joseph Goebbels schrieb zwar in seinem Tagebuch am 6. Oktober, die Hinrichtung solle „vorläufig noch ausgespart“ werden, denn Langbehn habe „noch eine ganze Menge von sensationellen Neuigkeiten mitzuteilen“, doch die Hinrichtung wurde schon am 12. Oktober 1944 in Plötzensee durch den Strang  vollzogen. Vorher war Langbehn mehrere Tage qualvoll gefoltert worden, worüber der Widerstandskämpfer Rainer Hildebrandt 1949 berichtete:
„‚Obergruppenführer‘ Müller, mit dessen Höflichkeit es wenige Gestapobeamten aufnehmen konnten, zog es vor, nicht selbst zu foltern. Stattdessen ließ er dem Gefangenen die Hände auf dem Rücken zusammenbinden und ihm mittels einer an der Decke angebrachten Zugvorrichtung die Arme hochziehen. Als Rechtsanwalt Dr. Langbehn, der diese Foltermethode schweigend überstand, mit zerrissenen Schultergelenkmuskeln zur Hinrichtung geführt wurde, konnte ein Wachmann mit Recht sagen: ‚An Langbehn ist nicht mehr viel zu töten, das hat Müller schon getan.‘“

## Schriften
- Zustimmung und Verfügung. Rechts- und staatswissenschaftliche Dissertation, Universität Göttingen, 1925, DNB 570521076.
- Schutzschrift in der Strafsache gegen den Landrat a. D. Dr. Günther Gereke. Berlin 1933, DNB 361131062.